# Castrotierra de Valmadrigal
Castrotierra de Valmadrigal település Spanyolországban, León tartományban. Lakosainak száma 105 fő (2024).

## Földrajza
Castrotierra de Valmadrigal Valverde-Enrique, Santa Cristina de Valmadrigal, Vallecillo, Joarilla de las Matas, El Burgo Ranero, Bercianos del Real Camino, Villamontán de la Valduerna és Riego de la Vega községekkel határos.

## Népesség
A település lakosságának változását az alábbi diagram mutatja:
| Lakosok száma | 153  | 142  | 134  | 133  | 116  | 114  | 110  | 115  | 109  | 105  |
|               | 2001 | 2004 | 2007 | 2009 | 2012 | 2014 | 2017 | 2019 | 2022 | 2024 |